# Покровська сільська рада (Нікопольський район)
| Покровська сільська рада — колишній орган місцевого самоврядування у Нікопольському районі Дніпропетровської області з адміністративним центром у с. Покровське. Сільській раді підпорядковані населені пункти: - с. Покровське - с. Капулівка - с. Катеринівка - с. Красне - с. Набережне - с. Шахтар |

## Склад ради
Рада складається з 24 депутатів та голови.

## Керівний склад сільської ради
| ПІБ                       | Основні відомості                                                                  | Дата обрання | Дата звільнення |
| ------------------------- | ---------------------------------------------------------------------------------- | ------------ | --------------- |
| Хнюкало Микола Вікторович | Сільський голова, 1971 року народження, освіта, член Соціалістичної партії України | 26.03.2006   | 31.10.2010      |
| Хнюкало Оксана Іванівна   | Сільський голова, 1976 року народження, освіта вища, член Партії регіонів          | 31.10.2010   |                 |

Примітка: таблиця складена за даними джерела